# أليغييرو نوسكيزي
أليغييرو نوسكيزي (النطق الإيطالي: [aliˈɡjɛːro noˈskeːze, -eːse]; (25 نوفمبر 1932 - 3 ديسمبر 1979) مقلد شخصيات وممثل تلفزيوني إيطالي.

## الحياة والعمل
ولد نوسكيزي في نابولي، بعد فشل محاولات للعمل في الصحافة اتجه إلى التقليد الساخر، وبعد ظهوره في بعض العروض المسرحية مع بيترو غاريني وساندرو جيوفانيني أصبح مشهورًا في البرنامج التلفزيوني Doppia coppia (1969)، حيث سُمح وقتها لأول مرة لممثل في التلفزيون الإيطالي الخاضع لسيطرة الدولة بتقليد ساخر للسياسيين.
وفي ذروة حياته المهنية في 3 ديسمبر 1979 أطلق نوسكيزي النار على نفسه أثناء اصابته بالاكتئاب في روما، وحيث أنه لا يُسمح لمرضى الاكتئاب باستخدام للأسلحة النارية والأشياء المميتة الأخرى، يُشتبه في أن شخصًا ما قتل نوسكيزي أو هرب المسدس إليه.

## وصلات خارجية
- أليغييرو نوسكيزي علي موقع IMDb